# Бурухін Іван Данилович
Бур́ухін Ів́ан Данил́ович (нар. 1828.??.??, — пом. 1886.??.??) — український художник-мозаїчник.

## Біографія
Син кріпака, відпущеного на волю. Вільний слухач Академії Мистецтв з 1846 року. Під час навчання  нагороджений малою срібною медаллю за виконаний ним малюнок з натури. У 1850 році отримав звання некласного художника з історичного та портретного живопису. З 1867 року академік мозаїчного мистецтва. Працював над виконанням мозаїк Ісакіївського собору в Санкт-Петербурзі, а також (разом з Солнцевим) трудився над прикрашанням Володимирської церкви у Севастополі. Крім того, відомий мозаїчний образ роботи Бурухіна на Афоні. Бурхін відзначений кількома імператорськими нагородами. У 1877 році за видатні заслуги Академією Мистецтв митцю надано звання почесного вільного общника Імператорська Академія Мистецтв присуджувала дане звання вітчизняним та закордонним художникам, скульпторам, архітекторам, граверам та теоретикам мистецтва, художнім критикам та колекціонерам.

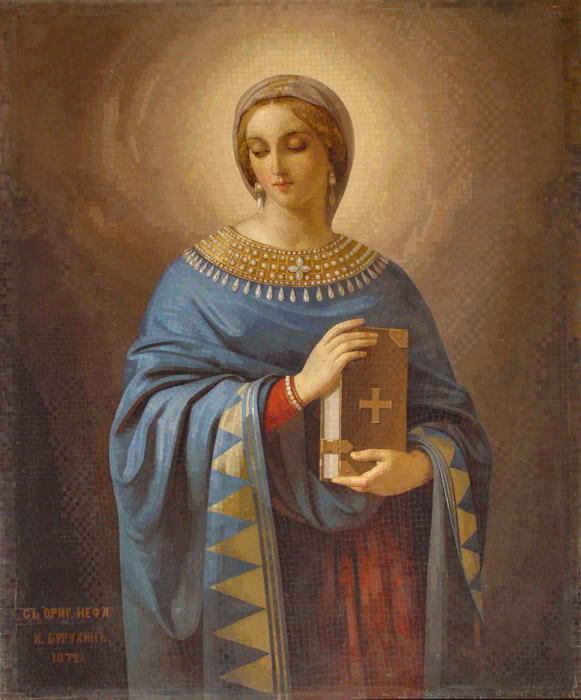
Мозаїка Івана Бурухіна. Вмц. Анастасія Узорешительніца. Ісаакіївський собор. Санкт-Петербург.